# Playoffs NBA 1999
Navigation
Édition précédente Édition suivante
Les playoffs NBA 1999 sont les séries éliminatoires (en anglais, playoffs) de la saison NBA 1998-1999. Ils sont disputés à l'issue d'une saison marquée par un lockout et réduite à 50 matches.
Lors des finales, les Spurs de San Antonio s'imposent face aux Knicks de New York sur le score de 4 victoires à 1, remportant leur premier titre de champions NBA. Les Knicks sont à ce jour la deuxième équipes (avec les Heat de Miami) classée 8e de conférence qui soit parvenue en finales NBA.

## Fonctionnement
Au premier tour, l'équipe classée numéro 1 affronte l'équipe classée numéro 8, la numéro 2 la 7, la 3 la 6 et la 4 la 5. En demi-finale de conférence, l'équipe vainqueur de la série entre la numéro 1 et la numéro 8 rencontre l'équipe vainqueur de la série entre la numéro 4 et la numéro 5, et l'équipe vainqueur de la série entre la numéro 2 et la numéro 7 rencontre l'équipe vainqueur de la série entre la numéro 3 et la numéro 6. Les vainqueurs des demi-finales de conférence s'affrontent en finale de conférence. Les deux équipes ayant remporté la finale de leur conférence respective (Est ou Ouest) sont nommées championnes de conférence et se rencontrent ensuite pour une série déterminant le champion NBA.
Chaque série de playoffs se déroule au meilleur des 7 matches, sauf le premier tour qui se joue au meilleur des 5 matches.

## Tableau
|  | 1er tour         | 1er tour                  | 1er tour              |   |                       | Demi-finales de Conférence | Demi-finales de Conférence | Demi-finales de Conférence |  |   | Finales de Conférence | Finales de Conférence | Finales de Conférence |  |    | Finales NBA        | Finales NBA | Finales NBA |
|  |                  |                           |                       |   |                       |                            |                            |                            |  |   |                       |                       |                       |  |    |                    |             |             |
|  | 1                | Heat de Miami             | 2                     |   |                       |                            |                            |                            |  |   |                       |                       |                       |  |    |                    |             |             |
|  | 8                | Knicks de New York        | 3                     |   |                       |                            |                            |                            |  |   |                       |                       |                       |  |    |                    |             |             |
|  | 8                | Knicks de New York        | 3                     |   | 8                     | Knicks de New York         | 4                          |                            |  |   |                       |                       |                       |  |    |                    |             |             |
|  |                  |                           |                       |   | 8                     | Knicks de New York         | 4                          |                            |  |   |                       |                       |                       |  |    |                    |             |             |
|  |                  | 4                         | Hawks d'Atlanta       | 0 |                       |                            |                            |                            |  |   |                       |                       |                       |  |    |                    |             |             |
|  | 4                | 4                         | Hawks d'Atlanta       | 0 | Hawks d'Atlanta       | 3                          |                            |                            |  |   |                       |                       |                       |  |    |                    |             |             |
|  | 4                |                           |                       |   | Hawks d'Atlanta       | 3                          |                            |                            |  |   |                       |                       |                       |  |    |                    |             |             |
|  | 5                | Pistons de Détroit        | 2                     |   |                       |                            |                            |                            |  |   |                       |                       |                       |  |    |                    |             |             |
|  | 5                | Pistons de Détroit        | 2                     |   |                       |                            |                            |                            |  | 8 | Knicks de New York    | 4                     |                       |  |    |                    |             |             |
|  | Conférence Est   |                           |                       |   |                       |                            |                            |                            |  | 8 | Knicks de New York    | 4                     |                       |  |    |                    |             |             |
|  |                  | 2                         | Pacers de l'Indiana   | 2 |                       |                            |                            |                            |  |   |                       |                       |                       |  |    |                    |             |             |
|  | 3                | 2                         | Pacers de l'Indiana   | 2 | Magic d'Orlando       | 1                          |                            |                            |  |   |                       |                       |                       |  |    |                    |             |             |
|  | 3                |                           |                       |   | Magic d'Orlando       | 1                          |                            |                            |  |   |                       |                       |                       |  |    |                    |             |             |
|  | 6                | 76ers de Philadelphie     | 3                     |   |                       |                            |                            |                            |  |   |                       |                       |                       |  |    |                    |             |             |
|  | 6                | 76ers de Philadelphie     | 3                     |   | 6                     | 76ers de Philadelphie      | 0                          |                            |  |   |                       |                       |                       |  |    |                    |             |             |
|  |                  |                           |                       |   | 6                     | 76ers de Philadelphie      | 0                          |                            |  |   |                       |                       |                       |  |    |                    |             |             |
|  |                  | 2                         | Pacers de l'Indiana   | 4 |                       |                            |                            |                            |  |   |                       |                       |                       |  |    |                    |             |             |
|  | 2                | 2                         | Pacers de l'Indiana   | 4 | Pacers de l'Indiana   | 3                          |                            |                            |  |   |                       |                       |                       |  |    |                    |             |             |
|  | 2                |                           |                       |   | Pacers de l'Indiana   | 3                          |                            |                            |  |   |                       |                       |                       |  |    |                    |             |             |
|  | 7                | Bucks de Milwaukee        | 0                     |   |                       |                            |                            |                            |  |   |                       |                       |                       |  |    |                    |             |             |
|  | 7                | Bucks de Milwaukee        | 0                     |   |                       |                            |                            |                            |  |   |                       |                       |                       |  | E8 | Knicks de New York | 1           |             |
|  |                  |                           |                       |   |                       |                            |                            |                            |  |   |                       |                       |                       |  | E8 | Knicks de New York | 1           |             |
|  |                  | O1                        | Spurs de San Antonio  | 4 |                       |                            |                            |                            |  |   |                       |                       |                       |  |    |                    |             |             |
|  | 1                | O1                        | Spurs de San Antonio  | 4 | Spurs de San Antonio  | 3                          |                            |                            |  |   |                       |                       |                       |  |    |                    |             |             |
|  | 1                |                           |                       |   | Spurs de San Antonio  | 3                          |                            |                            |  |   |                       |                       |                       |  |    |                    |             |             |
|  | 8                | Timberwolves du Minnesota | 1                     |   |                       |                            |                            |                            |  |   |                       |                       |                       |  |    |                    |             |             |
|  | 8                | Timberwolves du Minnesota | 1                     |   | 1                     | Spurs de San Antonio       | 4                          |                            |  |   |                       |                       |                       |  |    |                    |             |             |
|  |                  |                           |                       |   | 1                     | Spurs de San Antonio       | 4                          |                            |  |   |                       |                       |                       |  |    |                    |             |             |
|  |                  | 4                         | Lakers de Los Angeles | 0 |                       |                            |                            |                            |  |   |                       |                       |                       |  |    |                    |             |             |
|  | 4                | 4                         | Lakers de Los Angeles | 0 | Lakers de Los Angeles | 3                          |                            |                            |  |   |                       |                       |                       |  |    |                    |             |             |
|  | 4                |                           |                       |   | Lakers de Los Angeles | 3                          |                            |                            |  |   |                       |                       |                       |  |    |                    |             |             |
|  | 5                | Rockets de Houston        | 1                     |   |                       |                            |                            |                            |  |   |                       |                       |                       |  |    |                    |             |             |
|  | 5                | Rockets de Houston        | 1                     |   |                       |                            |                            |                            |  | 1 | Spurs de San Antonio  | 4                     |                       |  |    |                    |             |             |
|  | Conférence Ouest |                           |                       |   |                       |                            |                            |                            |  | 1 | Spurs de San Antonio  | 4                     |                       |  |    |                    |             |             |
|  |                  | 2                         | Portland TrailBlazers | 0 |                       |                            |                            |                            |  |   |                       |                       |                       |  |    |                    |             |             |
|  | 3                | 2                         | Portland TrailBlazers | 0 | Jazz de l'Utah        | 3                          |                            |                            |  |   |                       |                       |                       |  |    |                    |             |             |
|  | 3                |                           |                       |   | Jazz de l'Utah        | 3                          |                            |                            |  |   |                       |                       |                       |  |    |                    |             |             |
|  | 6                | Kings de Sacramento       | 2                     |   |                       |                            |                            |                            |  |   |                       |                       |                       |  |    |                    |             |             |
|  | 6                | Kings de Sacramento       | 2                     |   | 3                     | Jazz de l'Utah             | 2                          |                            |  |   |                       |                       |                       |  |    |                    |             |             |
|  |                  |                           |                       |   | 3                     | Jazz de l'Utah             | 2                          |                            |  |   |                       |                       |                       |  |    |                    |             |             |
|  |                  | 2                         | Portland TrailBlazers | 4 |                       |                            |                            |                            |  |   |                       |                       |                       |  |    |                    |             |             |
|  | 2                | 2                         | Portland TrailBlazers | 4 | Portland TrailBlazers | 3                          |                            |                            |  |   |                       |                       |                       |  |    |                    |             |             |
|  | 2                |                           |                       |   | Portland TrailBlazers | 3                          |                            |                            |  |   |                       |                       |                       |  |    |                    |             |             |
|  | 7                | Suns de Phoenix           | 0                     |   |                       |                            |                            |                            |  |   |                       |                       |                       |  |    |                    |             |             |

## Faits marquants

### Contexte
- La saison régulière 1998-1999 étant écourtée à la suite d'un lockout[1], chaque franchise ne dispute que 50 matches au lieu de 82 habituellement.
- Les Spurs de San Antonio réussissent le meilleur bilan de la conférence Ouest et de la ligue (37-13).
- Les playoffs débutent avec plus de 2 semaines de retard mais se déroulent normalement. Le dernier match des finales NBA, disputé le 25 juin, est le plus tardif de l'histoire des playoffs.
- Les Knicks de New York ne terminent que huitièmes de la conférence Est, avec un bilan à peine positif (27-23). En revanche, ils réalisent le meilleur parcours jamais réussi en playoffs (avec le Miami Heat

2023) pour une franchise classée 8e en atteignant les finales NBA.

### Divers
- Les Bulls de Chicago, tenants du titre NBA, réalisent le plus mauvais bilan de leur conférence (13-37) et ne parviennent pas à se qualifier en playoffs. Ceci peut s'expliquer par le départ des vedettes Michael Jordan, Scottie Pippen et Dennis Rodman.
- Les 76ers de Philadelphie et les Bucks de Milwaukee font leur retour en playoffs après huit ans d'absence.
- Les playoffs 1999 marquent le retour durable des Sacramento Kings : ils se qualifient ensuite chaque année jusqu'en 2006, atteignant même les finales de conférence en 2002.
- Pour les Hawks d'Atlanta, c'est l'inverse : après leur élimination en demi-finales de conférence face aux Knicks, ils ne participent plus à un match de playoffs jusqu'en 2008.
- Le 23 mai, le match 4 de la série San Antonio - L.A. Lakers est le dernier match de NBA disputé au Great Western Forum, les Lakers déménagent au Staples Center.
- Le 9 juin, le match 5 de la série Indiana - New York est le dernier match de NBA disputé à la Market Square Arena. Depuis, Indiana joue ses matches au Conseco Fieldhouse.
- Du match 3 contre Minnesota au match 2 contre New York, les Spurs alignent une série de 12 victoires d'affilée ; c'est la plus longue série de victoires jamais réalisée par une équipe dans une édition de playoffs, jusqu'en 2017, détrôné par les Golden State Warriors (15 victoires)

### Finales
- Après avoir éliminé Miami, Atlanta et Indiana, les Knicks parviennent en finales NBA. Ils sont cependant handicapés par les blessures de deux de leurs meilleurs joueurs : Patrick Ewing et Larry Johnson.
- De leur côté, les Spurs ont facilement sorti Minnesota, Los Angeles et Portland, infligeant un sweep[2] à ces deux derniers. Ils se présentent en finales avec un bilan de 11 victoires pour une défaite. Ils possèdent deux des meilleurs joueurs de la ligue avec l'ailier fort Tim Duncan, Rookie of the Year[3] l'année précédente, et le pivot David Robinson, MVP de la ligue en 1995.
- Les Spurs de San Antonio remportent la série 4 victoires à 1. C'est le premier titre NBA de l'histoire de la franchise. À l'issue des 5 matches, Tim Duncan est nommé meilleur joueur des finales.

## Résultats détaillés

### Équipes qualifiées
| Champion de division | Qualifié pour les playoffs | Non qualifié pour les playoffs |

| Conférence Est | Conférence Est         | Conférence Est | Conférence Est | Conférence Est |
| No             | Franchise              | Vic.           | Déf.           | PCT            |
| -------------- | ---------------------- | -------------- | -------------- | -------------- |
| 1              | Heat de Miami          | 33             | 17             | 66.0           |
| 2              | Pacers de l'Indiana    | 33             | 17             | 66.0           |
| 3              | Magic d'Orlando        | 33             | 17             | 66.0           |
| 4              | Hawks d'Atlanta        | 31             | 19             | 62.0           |
| 5              | Pistons de Détroit     | 29             | 21             | 58.0           |
| 6              | 76ers de Philadelphie  | 28             | 22             | 56.0           |
| 7              | Bucks de Milwaukee     | 28             | 22             | 56.0           |
| 8              | Knicks de New York     | 27             | 23             | 54.0           |
|                |                        |                |                |                |
| 9              | Hornets de Charlotte   | 26             | 24             | 52.0           |
| 10             | Raptors de Toronto     | 23             | 27             | 46.0           |
| 11             | Cavaliers de Cleveland | 22             | 28             | 44.0           |
| 12             | Celtics de Boston      | 19             | 31             | 38.0           |
| 13             | Wizards de Washington  | 18             | 32             | 36.0           |
| 14             | Nets du New Jersey     | 16             | 34             | 32.0           |
| 15             | Bulls de Chicago       | 13             | 37             | 26.0           |

| Conférence Ouest | Conférence Ouest          | Conférence Ouest | Conférence Ouest | Conférence Ouest |
| No               | Franchise                 | Vic.             | Déf.             | PCT              |
| ---------------- | ------------------------- | ---------------- | ---------------- | ---------------- |
| 1                | Spurs de San Antonio C    | 37               | 13               | 74.0             |
| 2                | Trail Blazers de Portland | 35               | 15               | 70.0             |
| 3                | Jazz de l'Utah            | 37               | 13               | 74.0             |
| 4                | Lakers de Los Angeles     | 31               | 19               | 62.0             |
| 5                | Rockets de Houston        | 31               | 19               | 62.0             |
| 6                | Kings de Sacramento       | 27               | 23               | 54.0             |
| 7                | Suns de Phoenix           | 27               | 23               | 54.0             |
| 8                | Timberwolves du Minnesota | 25               | 25               | 50.0             |
|                  |                           |                  |                  |                  |
| 9                | SuperSonics de Seattle    | 25               | 25               | 50.0             |
| 10               | Warriors de Golden State  | 21               | 29               | 42.0             |
| 11               | Mavericks de Dallas       | 19               | 31               | 38.0             |
| 12               | Nuggets de Denver         | 14               | 36               | 28.0             |
| 13               | Clippers de Los Angeles   | 9                | 41               | 18.0             |
| 14               | Grizzlies de Vancouver    | 8                | 42               | 16.0             |

C - Champions NBA

### Scores

#### Premier tour

##### Conférence Est
- Heat de Miami - Knicks de New York : 2 - 3
  - 8 mai : New York @ Miami : 95-75
  - 10 mai : New York @ Miami : 73-83
  - 12 mai : Miami @ New York : 73-97
  - 14 mai : Miami @ New York : 87-72
  - 16 mai : New York @ Miami : 78-77 (Allan Houston marque le panier qui qualifie son équipe)

- Pacers de l'Indiana - Bucks de Milwaukee : 3 - 0
  - 9 mai : Milwaukee @ Indiana : 88-110
  - 11 mai : Milwaukee @ Indiana : 107-108 (a.p.)
  - 13 mai : Indiana @ Milwaukee : 99-91

- Magic d'Orlando - 76ers de Philadelphie : 1 - 3
  - 9 mai : Philadelphia @ Orlando : 104-90
  - 11 mai : Philadelphia @ Orlando : 68-79
  - 13 mai : Orlando @ Philadelphia : 85-97
  - 15 mai : Orlando @ Philadelphia : 91-101

- Hawks d'Atlanta - Pistons de Détroit : 3 - 2
  - 8 mai : Detroit @ Atlanta : 70-90
  - 10 mai : Detroit @ Atlanta : 69-89
  - 12 mai : Atlanta @ Detroit : 63-79
  - 14 mai : Miami @ New York : 82-103
  - 16 mai : Detroit @ Atlanta : 75-87

##### Conférence Ouest
- Spurs de San Antonio - Timberwolves du Minnesota : 3 - 1
  - 9 mai : Minnesota @ San Antonio : 86-99
  - 11 mai : Minnesota @ San Antonio : 80-71
  - 13 mai : San Antonio @ Minnesota : 85-71
  - 15 mai : San Antonio @ Minnesota : 92-85

- Trail Blazers de Portland - Suns de Phoenix : 3 - 0
  - 8 mai : Phoenix @ Portland : 85-95
  - 10 mai : Phoenix @ Portland : 99-110
  - 12 mai : Portland @ Phoenix : 103-93

- Jazz de l'Utah - Sacramento Kings : 3 - 2
  - 8 mai : Sacramento @ Utah : 87-117
  - 10 mai : Sacramento @ Utah : 101-90
  - 12 mai : Utah @ Sacramento : 81-84 (a.p.)
  - 14 mai : Utah @ Sacramento : 90-89
  - 16 mai : Sacramento @ Utah : 92-99 (a.p.)

- Lakers de Los Angeles - Rockets de Houston : 3 - 1
  - 9 mai : Houston @ Los Angeles : 100-101 (Shaquille O'Neal bloque un tir au buzzer)
  - 11 mai : Houston @ Los Angeles : 98-110
  - 13 mai : Los Angeles @ Houston : 88-100
  - 15 mai : Los Angeles @ Houston : 98-88

#### Demi-finales de conférence

##### Conférence Est
- Hawks d'Atlanta - Knicks de New York :  0 - 4
  - 18 mai : New York @ Atlanta : 100-92
  - 20 mai : New York @ Atlanta : 77-70
  - 22 mai : Atlanta @ New York : 78-90
  - 24 mai : Atlanta @ New York : 66-79

- Pacers de l'Indiana - 76ers de Philadelphie : 4 - 0
  - 17 mai : Philadelphia @ Indiana : 90-94
  - 19 mai : Philadelphia @ Indiana : 82-85
  - 21 mai : Indiana @ Philadelphia : 97-96
  - 23 mai : Indiana @ Philadelphia : 89-86

##### Conférence Ouest
- Spurs de San Antonio - Lakers de Los Angeles : 4 - 0
  - 17 mai : Los Angeles @ San Antonio : 81-87
  - 19 mai : Los Angeles @ San Antonio : 76-79
  - 22 mai : San Antonio @ Los Angeles : 103-91
  - 23 mai : San Antonio @ Los Angeles : 118-107

- Trail Blazers de Portland - Jazz de l'Utah : 4 - 2
  - 18 mai : Portland @ Utah : 83-93
  - 20 mai : Portland @ Utah : 84-81
  - 22 mai : Utah @ Portland : 87-97
  - 23 mai : Utah @ Portland : 75-81
  - 25 mai : Portland @ Utah : 71-88
  - 27 mai : Utah @ Portland : 80-92

#### Finales de conférence

##### Conférence Est
- Pacers de l'Indiana - Knicks de New York :  2 - 4
  - 30 mai : New York @ Indiana : 93-90
  - 2 juin : New York @ Indiana : 86-88
  - 5 juin : Indiana @ New York : 91-92
  - 7 juin : Indiana @ New York : 90-78
  - 9 juin : New York @ Indiana : 101-94
  - 11 juin : Indiana @ New York : 82-90

##### Conférence Ouest
- Spurs de San Antonio - Trail Blazers de Portland : 4 - 0
  - 29 mai : Portland @ San Antonio : 76-80
  - 31 mai : Portland @ San Antonio : 85-86 (Sean Elliott inscrit le panier de la victoire)
  - 4 juin : San Antonio @ Portland : 85-63
  - 6 juin : San Antonio @ Portland : 94-80

#### Finales NBA
Spurs de San Antonio - Knicks de New York : 4 - 1
- - 16 juin : New York @ San Antonio : 77-89
  - 18 juin : New York @ San Antonio : 67-80
  - 21 juin : San Antonio @ New York : 81-89
  - 23 juin : San Antonio @ New York : 96-89
  - 25 juin : New York @ San Antonio : 77-78 (Avery Johnson inscrit le panier qui offre le titre aux Spurs)